# Collegio dei Gesuiti (Catania)
Il Collegio dei Gesuiti è un palazzo settecentesco che si trova nella scenografica Via dei Crociferi a Catania. Dal 2002 è riconosciuto, Patrimonio dell'umanità da parte dell'UNESCO, all'interno del sito seriale Città tardo barocche del Val di Noto del sud-est della Sicilia. 

## Caratteristiche
Il "Collegio dei Gesuiti" di Catania consiste in un grande palazzo settecentesco che è uno dei più spettacolari edifici della Compagnia di Gesù in tutta la Sicilia. Il prospetto è in stile barocco e vi si accede mediante una scalinata. L'edificio ha quattro cortili fra cui un chiostro con loggiato sormontato da colonne. Il pavimento del cortile è a ciottoli bianchi e neri, sistemati a strisce, in uno stile tipico dell'architetto Francesco Borromini. 
La costruzione dell'edificio, adiacente alla Chiesa di San Francesco Borgia, si svolse in parallelo con il processo di ricostruzione della città dopo il Terremoto del Val di Noto del 1693. La ricostruzione dopo il sisma, però, non è avvenuta in tempi brevi, e sia la chiesa sia il collegio sono stati completati nell'arco di quarant'anni. Questo significa che al programma costruttivo hanno preso parte varie figure di capomastri e di architetti, ciascuno con il proprio linguaggio architettonico. 
Tra le varie figure che hanno dato il loro contributo ai lavori spiccano alcuni nomi già noti nella storiografia locale: Angelo Italia, Alonzo di Benedetto, Francesco Battaglia e altri fino ad oggi sconosciuti come l'architetto Francescano, lo scultore Giovan Battista Marino con il ruolo di architetto. 
La scelta del sito, l'impianto tipologico della chiesa e del collegio, sono il risultato di una complessa fusione fra parti di costruzioni risparmiate dal sisma, modelli spaziali della tradizione seicentesca e regole della vita comunitaria dei gesuiti. Dal 1968 fino al 2009 è stato sede dell'Istituto d'Arte della città.

## Cronologia della ricostruzione dell'edificio dopo il terremoto del Val di Noto del 1693
1698
Le prime notizie sulla ricostruzione del Collegio dei Gesuiti a Catania dopo il Terremoto del Val di Noto del 1693 risalgono al 1698: il vicedirettore del collegio, padre Francesco Maria Bonincontro, chiede al vescovo il permesso di vendere parte di case situate nel "Piano della Fera Nova", cioè l'attuale Piazza dell'Università, nella contrada Pozzo Bianco. Queste case erano state acquistate dai religiosi prima del sisma, poiché essi intendevano ricostruire il proprio collegio nel "Piano della Fera", ma, una volta che non poterono raggiungere l'obiettivo, l'ordine tornò nell'edificio dove aveva sede prima, il quale fu ricostruito o ristrutturato e che corrispondeva all'attuale complesso edilizio. Qui il portale di accesso al terzo cortile porta incisa la data 1697 e il motivo a grottesca delle mensole del balcone sono ancora di foggia manierista. 
1699
Nel 1699 vengono sterrate le strade pubbliche a carico degli stessi gesuiti: la "Strada di San Benedetto", cioè Via dei Crociferi, dove si affaccia la chiesa, e "Via dei Gesuiti", che è quella di tramontana, a lato del collegio. 
1701
Verso il 1701 alle opere di fondazione della chiesa sovrintende il capomastro Alonzo di Benedetto. La planimetria della struttura della chiesa fa presupporre l'ipotesi che quest'ultimo si sia servito del disegno, in possesso della congregazione stessa, eseguito da padre Tommaso Blandino verso il 1623 per la costruzione della chiesa nel "Piano della Fera Nova". La pianta dell'attuale chiesa corrisponde difatti a quel progetto, che comprendeva le navate inscritte in un rettangolo. Alonzo di Benedetto da un lato rispetta un impianto tipologico dato dall'ordine religioso, dall'altro esprime il linguaggio architettonico che più gli è congeniale, attuando mutamenti di gusto tipici del suo tempo. 
Il disegno della facciata della chiesa è invece da attribuire all'architetto Angelo Italia, il quale per la ricostruzione del collegio si può pensare che abbia impostato uno schema tipologico poi comunque interpretato dal di Benedetto. Il disegno di questo edificio, a differenza degli altri più modesti diffusi nell'isola, svolge il tema delle tre corti in successione lineare e parallela all'asse longitudinale della chiesa. Questo tema è insolito nel modo di costruzione dei collegi siciliani, in cui le corti si sviluppano lungo un asse ortogonale a quello longitudinale della chiesa. 
1713 - 1719
Nel 1713, sotto la sorveglianza dell'architetto Stefano Masuccio, iniziano i lavori di demolizione di vecchi muri, e di livellamento per impostare i pilastri del cappellone della chiesa. Agli inizi del 1718 risultano già eseguite le sette finestre del piano terra del prospetto di levante e parte del portale d'ingresso del collegio. Alla fine del 1719 sono state affrontate le spese per fabbricare la scuola (il corpo di ponente dell'Area Scholarum) nel sito della chiesa vecchia, per spianare la "Strada di San Benedetto", l'attuale Via dei Crociferi. 
1726 - 1745
Negli anni compresi tra il 1726 e il 1740 i lavori procedono con opere di finitura all'interno della chiesa e con l'impostazione delle volte lungo il portico della corte dell'Area Scholarum. Agli inizi del 1745 alla direzione dei cantieri dopo Alonzo di Benedetto segue l'architetto Stefano Battaglia. Probabilmente è opera sua il disegno del secondo ordine del portico dell'Area Scholarum, molto diverso dalla concezione figurativa del primo ordine, dalla cui costruzione sono ormai passati più di 20 anni. Così agli archi a tutto sesto del primo ordine, egli contrappone un loggiato fatto di pilastri più familiari al linguaggio barocco. 
1757
Le notizie relative al completamento del collegio si fermano al 1757.

## Cronologia della destinazione d'uso del palazzo
Rispetto al disegno originario, l'ex Collegio dei Gesuiti ha subito molte modifiche a seconda dei suoi usi nel tempo, tanto da renderne illeggibile il ruolo primitivo nella scena urbana. 
1767
Nel 1767 i "Borbone d'Austria" decidono di espellere i gesuiti dal Regno di Sicilia. Il governo borbonico entra in possesso dei beni dell'ordine, e decide di concedere il loro patrimonio fondiario in enfiteusi ai contadini privi di terra e di trasformare i loro collegi in scuole pubbliche di stato o in ospizi per l'assistenza ai poveri. 
1779
Nel 1779 il collegio viene così trasformato nella Casa di Educazione della Bassa Gente, o secondo un appellativo più nobile nel Collegio delle Arti: esso ospita sia lavoratori artigiani (di panni, sete, ceramiche, manifatture d'acciaio), sia alloggi per alunni. Con questo nuovo riuso avvengono alcune modifiche per adeguare la struttura alle nuove funzioni: demolizione dei muri divisori delle celle dei padri per trasformarle in dormitori o officine. 
1834
Dopo la parentesi napoleonica e il Congresso di Vienna del 1814, il re Ferdinando II delle Due Sicilie, con il decreto del 7 agosto 1834, dichiarava chiuso il "Collegio delle Arti" per sostituirlo con il Reale Ospizio di Beneficenza per le province di Catania e Noto. Iniziano così una serie di lavori di adeguamento dell'impianto distributivo originario per ospitare un numero sempre crescente di alunni e mendicanti. Originariamente al piano superiore del collegio si trovavano: 12 camere per i padri, poi ridotte a 10 dall'apertura dei corridoi superiori di tramontana e meridionale ed in seguito distrutte per creare un unico salone per l'ospizio, la scala e verso ponente l'appartamento del rettore costituito da tre vani. 
1854
Sopraelevazioni vengono eseguite sull'Area Scholarum e sul primo corpo di ponente dell'Area Collegii. A partire da 1854 l'Area Scholarum diventa sede del tribunale.  
1968 - 2009
Dal 1968 il collegio è stato sede dell'Istituto Statale d'Arte, il quale ha proseguito la pratica di microtrasformazioni interne per rispondere alle esigenze degli allievi. Nel 2002 l'edificio ottiene il riconoscimento quale palazzo Patrimonio dell'umanità, insieme ad altri edifici della città. Esso smise di ospitare l'Istituto d'Arte nel 2009.

## Cronologia della presenza dei Gesuiti in Sicilia e a Catania
1547
La Compagnia di Gesù è presente in Sicilia fin dal 1547, quando il Senato della città di Messina chiede all'ordine religioso di fondare il primo collegio d'istruzione pubblica gestito dalla Compagnia stessa, noto come Primum ac Prototypum Collegium. Dopo Messina, essi fondano collegi anche nelle altre principali città dell'isola, partendo da quelle della costa e insediandosi gradualmente in quelle dell'entroterra. 
1556
A Catania i gesuiti giungono nel 1556, chiamati dal vescovo riformatore Nicola Maria Caracciolo che affida a loro il compito di insegnare la dottrina cristiana in 14 chiese. Con un accordo, stipulato il 9 febbraio di quell'anno fra i Giurati della città, il vescovo e i religiosi stessi, viene ceduta a questi ultimi l'antica Chiesa della Santissima Ascensione ed alcuni locali di un annesso ospedale rimasto vuoto dopo la sua fusione con quello di San Marco. La chiesa si trova in prossimità delle Terme della Rotonda, nell'allora "Strada di San Benedetto", l'attuale "Via dei Crociferi". 
1565 - 1578
Nel 1565 l'architetto gesuita Giovanni Tristano predispone il disegno per il progetto di ampliamento della Chiesa della Santissima Ascensione, in quanto in tal sito si vuole costruire un piccolo collegio e una casa di probazione. In seguito l'edificio viene destinato a sede universitaria e ampliato grazie al sussidio del re. Questo palazzo viene completato attorno al 1578, su probabile disegno dell'architetto gesuita Francesco Schena. 
In una veduta di Catania di Pierre Mortimer, che riproduce una precedente incisione edita a Colonia nel 1575, la città è racchiusa da mura bastionate e con un sistema di strade di origine medioevale, prevalentemente orientato in direzione est-ovest; due di queste, più ampie e fra loro grossolanamente parallele, attraversano tutta la città in direzione nord-sud: la prima, la "Strada della Luminaria" (l'attuale Via Etnea), collega la "Porta Acis" (l'attuale Piazza Stesicoro) con la "Platea Magna" (l'attuale Piazza del Duomo); la seconda, coincidente in buona parte con l'attuale Via dei Crociferi, collega la "Porta Regis" (in prossimità dell'attuale Chiesa di Sant'Agata la Vetere) con il "Piano de le Herbe" (l'attuale Piazza San Francesco d'Assisi). 
In entrambe le strade si trovavano numerose chiese: lungo Via Etnea vi erano quelle di Sant'Anna dei Triscini, della Santissima Trinità, della Basilica Collegiata e di San Martino; mentre lungo Via dei Crociferi quelle di Santa Maria della Dagala, della Santissima Ascensione, di San Benedetto e di San Giovanni li Barillari. Dalla veduta del Mortimer si deduce anche che il luogo più importante della città si trovasse all'estremo sud della Via Etnea, in cui in Piazza del Duomo erano affacciate la Cattedrale di Sant'Agata, come tutt'oggi, e l'ex "Loggia dei Giurati", sede del "Senato Civico", nei pressi dell'attuale Palazzo degli Elefanti, ovvero l'odierna sede del Comune con la sua amministrazione. 
I gesuiti, pur avendo chiesa e collegio localizzati in un sito non periferico nella struttura urbana cinquecentesca, ambiscono a guadagnare un ruolo primario nella scena urbana. Si presume infatti che lungo la "Via della Luminaria", l'attuale Via Etnea, ospitasse gli edifici dei nobili in quanto asse principale della città, mentre invece nel sito del Collegio dei Gesuiti fossero edificate solo case modeste: per questo motivo essi nutrivano il desiderio di trasferirsi. Il rettore inoltre motiva la richiesta di trasferimento dal vecchio sito al nuovo con il fatto che i cittadini o i forestieri, venuti da lontano, faticano ad affrontare la salita che porta al vecchio collegio. 
1621
Il 14 novembre 1621 il "Generale della Compagnia di Gesù" autorizza il mutamento di sito, e la congregazione si mette subito all'opera acquistando la Casa degli Orfani, appartenente al Monastero della Santissima Trinità, costruendo il nuovo collegio in Via Etnea, l'ex "Via della Luminaria", chiamata inoltre pure "Strada Maggiore". 
1623
Il nuovo collegio inizia ad operare il 3 agosto 1623 con la costruzione della chiesa dedicata a Sant'Ignazio di Loyola, il fondatore dell'ordine religioso: i tempi di costruzione purtroppo sono molto lunghi, in parte a causa della mancanza di proventi, e in parte per via della crisi economica che interessò la Sicilia nella prima metà del XVII secolo. 
1666 - 1694
Fra il 1666 e il 1682, il nuovo collegio risulta ancora in costruzione, ma la chiesa invece è praticamente completa quando viene colpita dal "Terremoto del Val di Noto del 1693". Nonostante ciò, nel 1694 i gesuiti chiedono di continuare la costruzione del loro collegio, rimasto danneggiato da tale sisma. 
Il rettore del collegio, padre Ferdinando Gioeni, in data 14 febbraio 1694, chiede quindi al vescovo Andrea Riggio il consenso per ricostruire la chiesa, in parte rovinata dal terremoto, in parte demolita per costruire la strada principale chiamata "Osseda", un altro dei nomi dato alla Via Etnea, che è la storpiatura di (Giovanni Francesco Paceco, duca di) Uzeda, l'allora viceré spagnolo che è stato uno dei finanziatori della ricostruzione della città dopo il devastante sisma. 
In attesa della licenza del vescovo, il rettore del collegio inizia ugualmente la ricostruzione nel "Piano della Fera Nova", suscitando l'opposizione dei vicini padri del Convento di Santa Caterina al Rosario, che temevano ampliamenti edilizi ai loro danni, e quella delle religiose del Monastero della Badia di Sant'Agata, che temevano di essere viste dalle finestre del collegio in costruzione. 
Su tale edificazione sorsero quindi forti contrasti e conflitti da parte di privati cittadini che rivendicarono la proprietà di case utilizzate come sede della chiesa e del costruendo collegio. Pertanto l'ordine religioso fu costretto ad abbandonare il "Piano della Fera Nova", sito da loro prediletto in quanto nel cuore della città. Trascorso qualche anno di incertezza sul da farsi, la congregazione ritornò nella sua sede primaria, che dopo il terremoto era un edificio abbandonato. Per la ricostruzione della chiesa e del collegio, fu riutilizzato tutto ciò che era stato risparmiato dal sisma.

## Criteri per l'organizzazione edilizia dei Gesuiti
Le regole dell'organizzazione distributiva e spaziale delle chiese e dei collegi a cui si ispirano i Padri Gesuiti erano stabilite nel Canone 34 (De rationae aedificiorum), in base a tali regole il disegno di ogni nuova fabbrica doveva essere inviato a Roma per l'approvazione del Generale (Praepositus Generalis) che si avvale, per gli aspetti di ordine pratico e tecnico, di un Consiliarius aedilicius, che a partire dalla metà del XVII sarà il "matematico" del Collegio Romano. 
L'insieme delle indicazioni tipologiche e delle caratteristiche, che deve essere rispettato nella costruzione dei collegi per soddisfare i bisogni dell'Ordine, viene chiamato "modo nostro", questo stabilisce che gli edifici della comunità religiosa – Area Collegii - organizzati attorno a una corte, siano ben distinti da quelli scolastici e delle congregazioni – Area Scholarum - anch'essi distribuiti attorno ad una corte. 
La chiesa, generalmente affiancata all'Area Collegii, deve legarsi agli edifici della comunità ed essere al contempo accessibile sia ai padri dell'Ordine, sia agli scolari e sia ai fedeli. Infine un'altra corte contenente i servizi generali – corte di carri o rustica – deve essere connessa ai fabbricati del collegio ma avere un accesso autonomo per i carri. Queste regole nella realtà subivano alcune variazioni in base al contributo personale dell'architetto che le metteva in pratica. 
Nel Collegio di Catania, contrariamente alle regole del "modo nostro" che prevedono generalmente una sola corte di carri o rustica accanto all'Area Collegii, viene costruita una seconda corte di carri. I collegi gesuitici con più di tre corti sono rari, tuttavia in questo caso la presenza di una quarta corte è attribuibile alla ricostruzione dell'edificio che utilizza il sito della Chiesa della Santissima Ascensione e parti del primitivo collegio risparmiato dal terremoto del 1693.